# Покварен град
„Покварен град“ (на английски: Broken City) е американски нео-ноар криминален трилър от 2013 г. на режисьора Алън Хюз, по сценарий на Браян Тъкър. Във филма участват Марк Уолбърг в ролята на полицай, който е арестуван за убийство, и Ръсел Кроу в ролята на кмета на Ню Йорк Сити, който наема частен детектив да разследва съпругата му.